# Prazer da Serrinha
Prazer da Serrinha foi uma escola de samba da Serrinha, comunidade entre Madureira e Vaz Lobo, no Rio de Janeiro.

## História
Foi presidida durante toda a sua existência por Alfredo Costa, que segundo os fundadores do Império Serrano, considerava-se o dono da escola e tomava decisões sozinho.
Em 1946, Mano Décio da Viola e Silas de Oliveira haviam composto o samba Conferência de São Francisco para o carnaval, mas no momento do desfile, Alfredo resolveu que a escola desfilaria com outro samba. A confusão gerou problemas de harmonia, o que levou a Prazer da Serrinha a terminar em 11º lugar. Descontentes, Mano Décio da Viola, Silas de Oliveira, Sebastião de Oliveira (Molequinho), Mestre Fuleiro, entre outros, em reunião na casa de Dona Eulália do Nascimento, fundaram o Império Serrano.
Os dois melhores resultados da Prazer da Serrinha foram a vitória do desfile extra de 1946 organizado pelo jornal Tribuna Popular em homenagem a Luis Carlos Prestes, e o campeonato de 1950, pela UGESB, empatada com a Unidos da Capela.
Com o crescimento dos dissidentes do Império Serrano, que desfilava na época pela FBES e em 1951 foi tetracampeão, a Prazer da Serrinha não mais desfilou a partir de 1952, quando houve a reunificação dos desfiles no Rio de Janeiro. Seu último desfile foi em 1951, quando terminou na 9ª colocação.
Porém Alfredo Costa, que era sogro de Ivone Lara, ainda viria a ser presidente do Império Serrano anos mais tarde, entre 1962 e 1963.